# Ali Mohsen
Ne doit pas être confondu avec Ali Mohsen al-Ahmar.
 (janvier 2010).
Si vous disposez d'ouvrages ou d'articles de référence ou si vous connaissez des sites web de qualité traitant du thème abordé ici, merci de compléter l'article en donnant les références utiles à sa vérifiabilité et en les liant à la section « Notes et références ».
Ali Mohsen Al Moraisi (arabe : علي محسن المريسي), né le 16 septembre 1940 à Aden dans la Colonie d'Aden et mort le 26 novembre 1993, est un ancien joueur puis entraîneur de football professionnel yéménite qui évoluait au poste d'attaquant.
Il est considéré comme un des plus grands joueurs du Yémen de tous les temps.

## Biographie
Il a notamment joué  pour le club égyptien de Zamalek, et sera le premier joueur étranger à terminer meilleur buteur du Championnat d'Égypte de football, en 1961.
Il participera dans les années 1960 dans une sélection composée de joueurs du Zamalek, d'Al Ahly SC, et d'Al-Masry Club qui jouera contre le Real Madrid et en sera l'unique buteur lors de la défaite 7-1.
Après sa retraite, il deviendra l'entraîneur de la Somalie en 1973 puis d'Al Sathra au Yémen du Sud, avant d'entraîner Johar Al Rab.
Le stade national de 25 000 places de Sana'a porte aujourd'hui son nom.

## Palmarès

### En club
- Championnat d'Égypte de football 1960, 1964 avec Zamalek
- Coupe d'Égypte de football 1960, 1962 avec Zamalek

### Individuel
- Meilleur buteur du Championnat d'Égypte de football : 1961